# Pedro de Francia y de Provenza

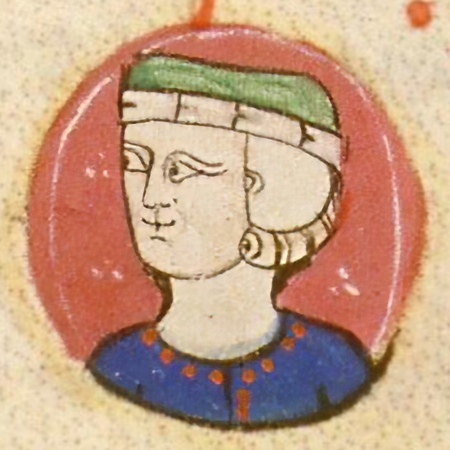
Pedro de Francia.

Pedro de Francia, o Pedro I de Alencón, (Tierra Santa, 1251-Catona, Calabria, enero 1283) fue un noble francés, miembro de la dinastía de los Capetos.

## Vida
Nació en 1251 durante la Séptima Cruzada en la fortaleza templaria de Pèlerin, siendo hijo de Luis IX de Francia y Margarita de Provenza. Vivió en París hasta 1268, cuando el 2 de marzo de ese año su padre le cedió el condado de Alençon y de Perche como prerrogativa y nobleza, junto a los señoríos de Mortagne-au-Perche y Bellême.
Acompañó a su padre a Túnez durante la Octava Cruzada, en 1270, pero la expedición concluyó francasando por una epidemia de disentería que diezmó al ejército de los cruzados. Su padre y su hermano Juan-Tristán también sucumbieron a la enfermedad. Uno de los primeros actos del sucesor, Felipe el Hermoso, fue encargarle la regencia en caso de que él muriese.
En 1272, a su regreso a Francia, se casó con Juana de Chatillón (c. 1254-1291), que le trajo las tierras de Blois, Chartres y Guis. Con ella tuvo 2 hijos, muertos a corta edad: Luis de Alençon (1276-1277) y Felipe de Alençon (1278-1279).
En 1282, después de las Vísperas sicilianas, fue al reino de Nápoles para ayudar a su tío paterno Carlos de Anjou, pero murió en Salerno el 6 de abril de 1283. Su cuerpo fue devuelto al convento de los Cordeliers en París, donde fue enterrado, y su corazón llevado a la iglesia dominicana. Después de su muerte, sin hijos sobrevivientes, el condado de Alençon regresó a la Corona, mientras que la herencia de su esposa se disgregó.